# أولاد الجنفي (أولاد جابر أولاد الجنفي)
أولاد الجنفي هو دُوَّار يقع بجماعة معتركة، إقليم فكيك، جهة الشرق في المملكة المغربية. ينتمي الدوّار لمشيخة أولاد جابر أولاد الجنفي التي تضم 3 دواوير. يقدر عدد سكانه بـ 261 نسمة حسب الإحصاء الرسمي للسكان والسكنى لسنة 2004.

## روابط خارجية
- البوابة الوطنية للجماعات الترابية
- المندوبية السامية للتخطيط